# Anna Van Bellinghen
Anna Van Bellinghen, née le 10 mars 1994 est une haltérophile belge.

## Palmarès

### Championnats d'Europe
- 2017 à Split
  - 4e en moins de 90 kg

- 2018 à Bucarest : médaille d'argent à l'arraché (102 kg) et 4e au total (224 kg) de < 90 kg